# Шведе, Леопольд Романович
Шведе Леопольд Романович (1864—1950) — корабельный инженер, капитан Корпуса инженер-механиков флота, начальник технической службы Царскосельского Дворцового управления, действительный статский советник.

## Биография
Леопольд Романович (Робертович) Шведе родился 23 июля 1864 года в Кронштадте в семье художника-портретиста Роберта Густавовича (Роберт Константин) Шведе (1806—1870).
10 сентября 1880 года поступил воспитанником в Техническое училище Морского ведомства в Кронштадте. В службе с 1 октября 1882 года. После окончания училища, 11 сентября 1884 года произведён в кондукторы Корпуса инженер-механиков флота. 1 октября 1885 года произведён в подпоручики Корпуса инженер-механиков, 29 октября назначен трюмным механиком на броненосец береговой охраны «Смерч». 22 декабря 1886 года, в связи с преобразованием Корпусов корабельных инженеров и инженер-механиков флота перечислен в младшие инженер-механики. С 22 апреля 1887 года служил на миноносках минного отряда в Кронштадте. 24 октября 1887 года утверждён в звании минного механика. В 1888 году находился в заграничном плавании на бронепалубном крейсере 1-го ранга «Адмирал Корнилов». 1 апреля 1890 года произведён в старшие инженер-механики, был минным механиком броненосца «Император Александр II».
20 июля 1892 года был уволен в запас. По просьбе электрика Высочайшего двора А. Смирнова, был назначен помощником электротехника Императорского двора. 30 ноября 1892 года переименован в титулярные советники. 1 апреля 1893 года произведён за выслугу лет в коллежские асессоры со старшинством.
В мае 1895 года назначен электромехаником Коронационной Комиссии. За участие в работах по приготовлению по устройству торжеств Коронации Императора Николая II был награждён серебряной медалью.
В мае 1896 года был командирован в Царское Село для временного заведования водопроводом и электрическим освещением. В 1897 году произведён за выслугу лет в надворные советники, 12 октября 1901 года — в коллежские советники. В 1902 году стал членом Вневедомственной комиссии по улучшению санитарных условий города Царского Села, созданной по инициативе Николая II. 25 января 1903 года назначен техником Царскосельского Дворцового Управления, заведовал водопроводом, очистными сооружениями, электростанцией, проектировал и строил инженерные городские сооружения Царского Села.
В связи с началом русско-японской войны Л. Р. Шведе был призван на действительную службу из запаса флота. 20 апреля 1904 года был назначен на миноносец «Прозорливый», который в составе 2-й Тихоокеанской эскадры был направлен на Дальний Восток, однако из-за постоянных поломки миноносец был оставлен в Средиземном море и затем вернулся на Балтику для ремонта.
1 января 1905 года был переименован в штабс-капитаны Корпуса инженер-механиков, 26 сентября уволен от службы по домашним обстоятельствам в капитанском звании. 4 октября 1905 года зачислен на прежнюю должность техника Царскосельского Дворцового Управления. 17 декабря 1905 года Высочайшим приказом произведён в статские советники.
В 1910—1912 годах неоднократно командировался в Ливадию для устройства там электричества и других инженерных сооружений нового царского дворца. В сентябре 1912 года получил Высочайший подарок — золотой портсигар с изображением Государственного герба, с бриллиантами.
15 мая 1915 года за заслугу по Российскому Обществу Красного Креста при обстоятельствах военного времени награждён чином действительного статского советника вне правил.
Подал прошение об увольнении по болезни. 1 мая 1917 года был уволен от службы. После Октябрьской революции Шведе эмигрировал в Латвию. В 1940 году Леопольд Романович вместе с семьёй переехал в Германию.
Леопольд Романович Шведе умер в 1950 году, был похоронен в Баварии. 24 августа 2010 года, по инициативе семьи Леопольда Романовича (главным образом его внучки Светланы Александровны Герич), прах Л. Р. Шведе и его жены был перенесён и перезахоронен на Казанском кладбище Царского Села.

## Семья
Леопольд Романович Шведе в 1888 году женился на Капитолине Ивановне Трапезниковой (1864-?), дочери морского офицера капитан-лейтенанта И. Трапезникова, погибшего в кораблекрушении. В семье было пятеро детей.
- сын — Дмитрий (21 сентября 1891—1942) — офицер, член Общества любителей породистых собак Санкт-Петербурга, спаниелист.
- сын — Владимир (27 июня 1898—1999) - эмигрировал в США.
- дочь — Зоя (род 13 ноября 1888 г.)
- дочь — Надежда (род. 6 марта 1890 г.)
- дочь — Муза (род. 9 октября 1899 г.)

у Владимира и Музы крёстными (восприемниками) были император Николай II и императрица Александра Фёдоровна.

## Награды
Российской империи
- орден Святого Станислава 3-й степени (2 апреля 1895);
- орден Святой Анны 3-й степени;
- орден Святого Станислава 2-й степени (1 апреля 1901);
- орден Святой Анны 2-й степени (22 апреля 1907);
- орден Святого Владимира 4-й степени (14 октября 1911);
- серебряная медаль «В память царствования императора Александра III» (14 мая 1896);
- серебряная медаль «В память коронации Императора Николая II» (26 мая 1896);
- светло-бронзовая медаль «В память 300-летия царствования дома Романовых» (21 февраля 1913);
- золочёный знак в память 200-летия Царского Села (18 декабря 1911)
- коронационный знак для ношения на груди за ближайшее участие в работах по приготовлению по устройству торжеств Коронации Императора Николая II 1896 г. 26 мая.

иностранные
- орден Вазы (Командорский Крест 2-й степени, Швеция)
- орден Благородной Бухары 2 степени (1-го февраля 1913)[2].